# Agamemnón
Agamemnón (řecky Ἀγαμέμνων, latinsky Agamemnon) je v řecké mytologii mykénský král a vrchní velitel achájských (řeckých) vojsk v trójské válce. Byl synem krále Átrea a jeho manželky Áeropé, manžel Klytaimnéstry, se kterou měl syna Oresta a dcery Élektru, Ífigeneiu a Chrýsothemis.
Na trójskou výpravu se vydal kvůli únosu manželky svého bratra Meneláa, Heleny, kterou unesl trójský Paris. Pro usmíření bohyně Artemis a úspěch výpravy nařídil v Aulidě obětovat svou dceru Ífigeneiu. Jako velitel obléhatelů Tróji se dostal do sporu s největším hrdinou Achillem kvůli jeho milence Bríseovně, kterou si vybral náhradou za svou ztracenou Chrýseovnu. Po návratu do Mykén byl zavražděn svou manželkou Klytaimnéstrou a jejím milencem Aigisthem. Pomstu na obou později vykonal syn Orestés.

## Původ
Agamemnón se narodil v Mykénách, kde po smrti krále Eurysthea, který neměl potomky, se trůnu zmocnil jeho otec Átreus. Agamemnón a jeho mladší bratr Meneláos žili odmala v podivném prostředí krutých rodinných vztahů, bojů o moc, intrik a násilností, které byly na denním pořádku mezi králem Átreem a jeho bratrem Thyestem. Agamemnón v útlém věku byl svědkem odporného zločinu, který spáchal Átreus na Thyestových synech Pleisthenovi a Tantalovi. Později byl i u toho, když Thyestův syn Aigisthos zákeřně zavraždil jeho otce Átrea.

## Králem v Mykénách
Poté se stal Thyestes mykénským králem a Agamemnón i Meneláos museli uprchnout a našli útočiště ve Spartě u krále Tyndarea. Jakmile se však naskytla příležitost, Agamemnón se vrátil, zabil Thyesta, a tak pomstil otcovu smrt.
Poté se prohlásil za mykénského krále. Po několika letech byl jedním z nejbohatších a nejvlivnějších achajských vládců. Udržoval s nimi přátelské vztahy, dokonce se smířil i s vrahem svého otce Aigisthem. Mykény vzkvétaly, byly proslulé jako „Mykény bohaté zlatem“.
Dařilo se mu všechno. Oženil se s dcerou krále Tyndarea Klytaimnéstrou a měli spolu čtyři potomky: syna Oresta a dcery Élektru, Ífigeneiu a Chrýsothemis. Žil klidným a spokojeným životem, přece mu však něco chybělo – vojenská sláva.

## Únos Heleny
To se však mělo také změnit. Mykény vzrušila zpráva, že trojský princ Paris unesl krásnou Helenu, manželku Agamemnónova bratra Meneláa. Ten se vypravil do Mykén, aby mu bratr pomohl dostat manželku zpátky. Helena byla nejkrásnější ze všech žen, byla dcerou nejvyššího boha Dia. Paris ji unesl, když byl ve Spartě na návštěvě, a navíc vzal také Meneláovu pokladnici. To byla těžká urážka a trest musel následovat.

## Trojská válka
Na Agamemnonovu radu se Meneláos vypravil do Tróje s ithackým králem Odysseem, aby o vyřízení jednali s trojským králem Priamem, Paridovým otcem. Jednání však k cíli nevedla, protože Paris byl ochoten vrátit pokladnici, nikoliv však Helenu. Když Řekové pohrozili válkou, ani to s Trójany nepohnulo. Nato Agamemnón vyzval achajské krále a vládce, aby pomohli pomstít urážku.
Tak velká vojenská výprava byla příslibem značné kořisti a ještě větší slávy, brzy se v přístavu Aulida v Bojótii shromáždilo 1186 lodí a sto tisíc mužů, odhodlaných vyplout k břehům Tróji. Protože bylo naprosté bezvětří, lodě nemohly vyplout. Proslulý věštec Kalchás vysvětlil, že je to trest bohyně Artemis za to, že Agamemnón zabil její laň. A že se král může vykoupit obětováním vlastní dcery Ífigeneie. A Agamemnón to bez většího zaváhání udělal. Poté loďstvo vyplulo a dosáhlo trojského pobřeží, kde i proti silné obraně vedené královským synem Hektórem dokázalo vylodit. Mohutné městské hradby však Řekové nezdolali.
Agamemnón nechal vybudovat velký tábor, z něho pak byly podnikány stále nové útoky proti městu, ale celých devět let nebylo dosaženo úspěchu.

## Desátý rok
V desátém roce obléhání Tróje už Řekové byli nespokojení, toužili po návratu domů. Čekání na kořist a slávu se zdálo být marné. A tehdy došlo ke sporu vrchního velitele řeckých vojsk krále Agamemnona a nejstatečnějšího achajského bojovníka Achillea. Bylo to pro krásnou ženu. Achilleus, který pořádal výbojné výpravy do okolí pro potraviny a kořist, na jedné z výprav dobyl město Théby v Mýsii a přivezl do tábora mimo jiné také krásnou zajatkyni, dceru Apollónova kněze Chrýsa, dívku Chrýseovnu. Při dělení kořisti poté připadla Agamemnónovi. Když druhý den její otec přišel pro svou dceru a nabízel vysoké výkupné, král nesouhlasil a Chrýsa vyhnal. Potupený otec prosil o pomoc boha Apollóna a ten po dalších devět dnů zasypával achajský tábor morovými střelami.
Vojáci umírali a když Agamemnón nic neřešil, svolal Achilleus sněm. Dali slovo věštci Kalchásovi a ten sdělil, že Apollónův hněv lze usmířit jedině vrácením Chrýseovny otci, a to zcela bez výkupného, navíc s omluvou. Agamemnón vztekle odmítal, nakonec však musel ustoupit a dal si podmínku, že náhradou musí dostat jinou zajatkyni. A vybral si milenku Achilleovu, krásnou Bríseovnu. Achilleus se rozhodnutí podřídil, ale prohlásil, že dokud se mu achajci i s velitelem neomluví, nebude bojovat.
I když jeho vlivní přátelé mu domlouvali, neustoupil a armáda se dostala do velkých potíží. Trójané proti vojsku bez Achillea rázně útočili, přinutili ho ustoupit a připravovali zničující úder. Agamemnón nabídl Achilleovi smír, ten ale odmítl. Řecká vojska musela ustoupit až k moři, jakkoliv bojovala statečně. Když byl raněn i sám Agamemnón, vyzval vojsko k ústupu, pro záchranu vlastních životů. A potom došlo k obratu.
Jakmile Achilleus uviděl, že Trójané zapalují jejich lodě, dovolil nejlepšímu příteli Patroklovi obléci si jeho zbroj a postavit se do čela vojska. Jakmile Trójané uviděli
Achilleovu zbroj, propadli panice a dali se na ústup. Patroklos byl v lítém boji zabit. Poté se Achilleus vrátil do boje, v němž byl později před branami Tróje zabit.
Trója nakonec byla dobyta lstí, když Řekové postavili obrovského dřevěného koně, v něm se ukryla skupina bojovníků. Agamemnón spálil tábor a s loďstvem se ukryl za blízkým ostrovem. Trójané zatím vtáhli koně za městské hradby. Řekové v noci vyskákali ven, otevřeli zevnitř městské brány a dali znamení vojskům. Ráno z hrdé výstavné Tróje zbývaly jen doutnající trámy a trosky.

## Návrat do vlasti
S bohatou kořistí odplouvali Řekové zpět do své vlasti. Agamemnón se jako velký vítěz vrátil do svých Mykén a hned obětoval bohům. Na pobřeží zapálil hranici, aby jeho manželka Klytaimnéstra věděla, že se vrací. Nečekala však na něj sama – v nepřítomnosti krále ji svedl králův bratranec Aigisthos a teď spolu připravovali plán, jak se Agamemnóna zbavit. Aigisthos ho pozval do hodovní síně a když se hodovalo, dal znamení ukrytým vojákům, kteří ho i s jeho družinou surově zavraždili. Podle Homérových slov „jako býka u žlabu“. Aigisthos dal mrtvého krále pohřbít, oženil se s jeho vdovou a prohlásil se za mykénského krále.

## Pomsta
Královrah Aigisthos vládl nad Mykénami jenom sedm let. Poté se vrátil Agamemnónův syn Orestés, kterému se s pomocí sestry Élektry a staré chůvy podařilo z Mykén uprchnout. Nyní se nepoznán vrátil a probodl Aigistha mečem a stejně potrestal i svou zrádnou matku.